# Amantissimi Redemptoris
Amantissimi Redemptoris è una enciclica di papa Pio IX, pubblicata il 3 maggio 1858.